# 기원전 3세기
기원전 3세기는 기원전 300년부터 기원전 201년까지를 말한다.

## 주요 사건
- 기원전 298년
  - 공화제 로마에서 제3차 삼니움 전쟁의 첫 전투가 있었음. 카메리눔 전투에서 삼니움이 루키우스 코르넬리우스 스키피오와 바르바투스가 이끄는 로마 군대와의 전투에서 승리함.
  - 이집트의 프톨레마이오스 1세는 키레네의 반란을 진압하고 그 지역을 지배하에 두었으며, 사위 마가스에게 그 영토를 다스리도록 함.
- 기원전 293년 - 이궐 전투에서 백기가 이끄는 진나라 군대가 한나라와 위나라에 승리하고, 24만 명을 처형함.
- 기원전 292년 - 백기가 위나라를 공격해 성 61개를 빼앗음.
- 기원전 285년 - 알렉산드리아의 등대가 완공됨.
- 기원전 284년 - 로마, 호르텐시우스 법 제정.
- 기원전 282년 - 로도스의 거상이 완성됨.
- 기원전 278년
  - 백기가 초나라를 공격해 수도를 빼앗고, 초나라는 천도함.
  - 중국의 시인 굴원이 투신 자살함.
- 기원전 275년 - 백기가 한·위·조 연합군과 싸워 13만 명을 처형함.
- 기원전 265년 - 백기가 한나라를 공격해 5만 명을 처형함.
- 기원전 264년[a]
  - 제1차 포에니 전쟁 시작.
  - 진 (영성)의 백기 (진나라)가 한 (전국)을 공격함.
  - 유교의 철학자 순자가 진나라를 방문함.
- 기원전 260년 - 장평대전 종료. 약 40만 명의 조군 포로가 무안군 백기에 의해 생매장을 당함. (7월)
- 기원전 258년 - 안즈엉브엉이 베트남 홍방을 무너뜨림.
- 기원전 257년 - 무안군 백기가 소양왕의 명령으로 자살함.
- 기원전 256년 - 주나라, 진나라에 멸망.
- 기원전 250년 - 알렉산드리아의 등대가 완공됨.
- 기원전 244년 - 안티고노스 2세가 안드로스에서 이집트 함대를 격퇴함으로써 에게해의 패권을 유지함.
- 기원전 241년 - 제1차 포에니 전쟁 종전.
- 기원전 239년
  - 중국 진나라의 재상인 여불위가 백과사전 《여씨춘추》(呂氏春秋)를 편찬함.
  - 고조선의 후예 해모수가 북부여를 건국함.
- 기원전 230년 - 진(秦)이 한(韓)을 공격하여 멸망시킴.
- 기원전 229년 - 진의 장군 왕전이 조를 공격해 수도 한단과 대부분의 영토를 점령함.[b]
- 기원전 226년 - 연이 진의 공격을 받아 수도 계를 함락당하고 그 외 많은 영토를 잃음.[c]
- 기원전 225년 - 위가 진의 공격을 받아 멸망함.
- 기원전 224년 - 진이 점령한 연의 영토 일부에 상곡군과 광양군이 설치됨.
- 기원전 223년 - 초가 진의 공격을 받아 멸망함.
- 기원전 222년
  - 연의 마지막 거점 요동이 진에 의해 함락되어 연이 멸망함. 진은 연의 영토였던 요동에 요동군을 설치함.
  - 조의 마지막 왕이었던 대왕 가(代王嘉)가 사로잡혀 조가 멸망함. 남은 조의 영토에 대군이 설치됨.
- 기원전 221년 - 제왕 건이 진에게 항복함. 시황제(始皇帝)가 전국을 통일하여 진(秦)을 세움.
- 기원전 218년
  - 제2차 포에니 전쟁 시작. (~ BC 204)
  - 몰타가 로마 공화국에 합병됨.
- 기원전 217년
  - 트라시메노호 전투(제2차 포에니 전쟁).
  - 공화정 로마의 퀸투스 파비우스 막시무스가 딕타토르(독재관)으로 취임.
  - 공화정 로마의 아피우스 클라우디우스 풀케르가 아에딜리스(조영관)로 취임.
- 기원전 216년 - 칸나에 전투에서 한니발의 카르타고군이 로마군을 포위 섬멸함.
- 기원전 214년
  - 몽염의 흉노 토벌
  - 진의 시황제가 현재의 광저우에 남해군 번우현(番禺县)을 설치함.
  - 진의 시황제가 사령관 임효(任囂)와 조타(趙佗)에게 20만 명의 군대를 주어 남월을 정복하게 함.
- 기원전 209년
  - 이세황제 호해가 야왕현에 있던 위군 각(衛君角)을 폐위시켜 서인으로 만듦. 마지막까지 명맥을 유지하던 주의 제후국인 위(衛)가 망함.
  - 진승·오광의 난 발발.
  - 튀르키예 육군 공식 창설.
- 기원전 207년
  - 조고, 이세황제 호해를 죽임.
  - 고조선, 요동지방 탈환.
- 기원전 206년
  - 진왕 자영, 함양에 입성한 유방에게 항복. 진나라가 멸망함.
  - 정월, 항우가 의제를 황제로 높임.
  - 항우가 중국 전역을 19분하여 자신을 포함한 18제후왕을 세움.
  - 항우, 의제 암살.
- 기원전 202년
  - 한 고조, 한(漢) 건국.
  - 항우가 목을 베어 자살함.
  - 자마 전투에서 스키피오 아프리카누스가 한니발을 격파. 제2차 포에니 전쟁 종결. (10월 19일)

## 주요 인물
- 에라토스테네스 (기원전 276년 ~ 기원전 194년) - 그리스의 수학자.
- 유클리드 - 그리스의 수학자
- 한니발 바르카 - (기원전 247년 ~ 기원전 183년) 고대 카르타고의 군사 지도자

### 탄생
- 기원전 287년 - 고대 그리스 수학자 아르키메데스
- 기원전 286년 - 셀레우코스 제국의 5번째 왕, 안티오쿠스 2세
- 기원전 280년 - 전국 시대 중국의 정치철학자 한비
- 기원전 276년 - 고대 그리스 수학자 에라토스테네스
- 기원전 263년 - 마케도니아 왕국 안티고노스 왕조의 왕 안티고노스 3세
- 기원전 259년 - 진(秦)의 초대 국왕(國王) 진 시황제(秦始皇帝)
- 기원전 254년 - 고대 로마의 희극작가 플라우투스
- 기원전 247년 - 고대 카르타고의 장군 한니발
- 기원전 243년 - 셀레우코스 3세 케라우노스
- 기원전 241년
  - 셀레우코스 제국의 왕, 안티오쿠스 3세 대왕
  - 전한 초대황제의 황후, 고황후 여치
- 기원전 235년 - 고대 로마의 군인, 정치인 스키피오 아프리카누스
- 기원전 232년 - 중국 초패왕 항우
- 기원전 229년 - 진 이세황제 영호해
- 기원전 217년 - 로마 공화정의 정치가 티베리우스 셈프로니우스 그라쿠스
- 기원전 215년 - 셀레우코스 제국의 8대 왕 안티오쿠스 4세

### 사망
- 기원전 286년 - 중국 전국 시대 중국 철학자 장자(莊子)[d]
- 기원전 281년 - 셀레우쿠스 1세
- 기원전 275년 - 고대 그리스 수학자 유클리드
- 기원전 271년 - 에피쿠로스 학파의 창시자인 에피쿠로스
- 기원전 263년
  - 스토아 학파의 창시자인 키티온의 제논
  - 초나라의 38대 군주 경양왕
  - 페르가몬 왕국의 초대 왕 필레타이로스
- 기원전 260년 - 조괄[e]
- 기원전 246년 - 셀레우코스 제국의 5번째 왕, 안티오쿠스 2세
- 기원전 233년 - 전국 시대 중국의 정치철학자 한비
- 기원전 232년 - 인도 아소카왕
- 기원전 223년 - 셀레우쿠스 3세
- 기원전 212년 - 고대 그리스 수학자 아르키메데스
- 기원전 211년 - 로마 공화정의 군인 및 정치가 푸블리우스 코르넬리우스 스키피오
- 기원전 210년 - 진(秦)의 초대 국왕(國王) 진 시황제(秦始皇帝) (음력 7월 22일)
- 기원전 209년 - 흉노의 군주 두만 선우
- 기원전 205년 - 진 말기의 인물 사마앙(司馬卬) (추정)

## 년대와 년도
| 기원전 300년대 | 전309 | 전308 | 전307 | 전306 | 전305 | 전304 | 전303 | 전302 | 전301 | 전300 |
| 기원전 290년대 | 전299 | 전298 | 전297 | 전296 | 전295 | 전294 | 전293 | 전292 | 전291 | 전290 |
| 기원전 280년대 | 전289 | 전288 | 전287 | 전286 | 전285 | 전284 | 전283 | 전282 | 전281 | 전280 |
| 기원전 270년대 | 전279 | 전278 | 전277 | 전276 | 전275 | 전274 | 전273 | 전272 | 전271 | 전270 |
| 기원전 260년대 | 전269 | 전268 | 전267 | 전266 | 전265 | 전264 | 전263 | 전262 | 전261 | 전260 |
| 기원전 250년대 | 전259 | 전258 | 전257 | 전256 | 전255 | 전254 | 전253 | 전252 | 전251 | 전250 |
| 기원전 240년대 | 전249 | 전248 | 전247 | 전246 | 전245 | 전244 | 전243 | 전242 | 전241 | 전240 |
| 기원전 230년대 | 전239 | 전238 | 전237 | 전236 | 전235 | 전234 | 전233 | 전232 | 전231 | 전230 |
| 기원전 220년대 | 전229 | 전228 | 전227 | 전226 | 전225 | 전224 | 전223 | 전222 | 전221 | 전220 |
| 기원전 210년대 | 전219 | 전218 | 전217 | 전216 | 전215 | 전214 | 전213 | 전212 | 전211 | 전210 |
| 기원전 200년대 | 전209 | 전208 | 전207 | 전206 | 전205 | 전204 | 전203 | 전202 | 전201 | 전200 |
| 기원전 190년대 | 전199 | 전198 | 전197 | 전196 | 전195 | 전194 | 전193 | 전192 | 전191 | 전190 |

### 내용주
1. ↑  기원전 264년은 율리우스력 이전 로마력의 해였다. 이 해의 명칭인 기원전 264년은 유럽에서 연도 지정 방법으로 아노 도미니(Anno Domini, 서력기원) 기년법이 널리 사용되던 중세 초기부터 사용되었다.
2. ↑  조 유무왕의 동생 조가(趙嘉)는 대(代)로 달아나 대왕(代王)을 칭하였고, 이 저항은 기원전 222년까지 지속되었다. (대왕 가)
3. ↑  연왕 희는 요동으로 도주하였으며, 빼앗긴 연의 영토에는 진의 어양군, 우북평군, 요서군이 설치되었다.
4. ↑  제자백가 중 도가(道家)의 대표적인 인물 노자(老子)의 사상을 계승, 발전시킨 인물이다.
5. ↑  위나라의 장평대전에서 전사하였다.